# Donald Cerrone
Donald Anthony Cerrone (Colorado Springs, 29 de março de 1983)  é um ex-lutador de artes marciais mistas estadunidense que competiu na categoria dos leves no UFC

## Início no MMA
Donald iniciou sua carreira em Commerce City, Colorado em uma pequena academia chamada Freedom Fighters, conquistando lá suas primeiras vitórias no Muay Thai. Cerrone começou a treinar com Jon Jones, Rashad Evans, Nate Marquardt, Keith Jardine, Georges St. Pierre, Leonard Garcia e outros lutadores de MMA na escola de Greg Jackson em Albuquerque, Novo México.
Ele participou na série TapouT da TV americana Versus, antes de sua luta com Anthony Njokuani. Cerrone venceu a luta no primeiro round com um triângulo.

### World Extreme Cagefighting
Cerrone assinou um contrato para atuar na WEC. Sua primeira luta promocional foi contra Kenneth Alexander. Tendo ganhado originalmente a luta com uma finalização em 0:54 segundos, o resultado foi modificado quando Cerrone foi pego nos exames toxicológicos que apontaram uma substância proibida nas competições, a Hidroclorotiazida. Ele retornou ao WEC nove meses depois lutando contra Danny Castillo, finalizando aos 1:30 do primeiro round.
No WEC 38 ele lutou contra o campeão do peso leve, Jamie Varner, em busca do cinturão, tendo perdido a luta por questões técnicas. Cerrone foi agendado para uma luta contra Rich Crunkilton em 7 de junho de 2009 no WEC 41, mas Crunkilton foi forçado a se retirar devido a uma lesão nas vésperas. Todavia, outra luta foi marcada com James Krause, que foi derrotado por Cerrone no mesmo WEC 41. Cerrone e Varner concordaram em remarcar sua luta, inicialmente no WEC 43, mas Varner não conseguiu liberação médica para participar. Pelo Cinturão Interino do Peso Leve, Cerrone lutou contra Benson Henderson em 10 de outubro de 2009 no WEC 43 em San Antonio, Texas, perdendo por decisão unânime dos juízes. A luta foi premiada como "Luta do Ano" pelo Sherdog em 2009. Cerrone afirmou que Henderson foi um "inferno de lutador" e reconheceu que ele estava lento na hora, o que o atrapalhou em sua luta. Cerrone derrotou  Ed Ratcliff por finalização no terceiro round no WEC 45 em 19 de dezembro de 2009.  A luta também premiou Cerrone como Luta da Noite.
Cerrone lutou contra Benson Henderson novamente pelo Cinturão do Peso Leve no WEC 48 em 24 de abril de 2010. Cerrone perdeu por finalização com uma guilhotina ainda no primeiro round.
Cerrone enfrentou Jamie Varner em uma luta marcada para 30 de setembro de 2010 no WEC 51. Ele venceu a luta por decisão unânime após três rounds. Entre os intervalos dos rounds, houve dedos apontados e empurrões entre os lutadores. Numa entrevista dada no final da luta, Cerrone declarou que estaria disposto a realizar uma revanche no Arizona, estado onde Varner nasceu. A luta dos dois foi premiada como "Luta da Noite" no evento.

### Ultimate Fighting Championship
Em outubro de 2010, o WEC fundiu-se com o UFC. Como parte da fusão, todos os lutadores do WEC foram transferidos para o UFC.
Cerrone enfrentou Paul Kelly em 5 de Fevereiro de 2011 no UFC 126, substituindo Sam Stout, lesionado. Cerrone venceu Kelly por finalização devido a um mata-leão. Por sua bela apresentação, ambos os lutadores ganhou o prêmio de "Luta da Noite".
Cerrone era esperado para enfrentar Mac Danzig em 11 de Junho de 2011 no UFC 131. No entanto, Danzig foi forçado a sair da luta com um ferimento no peito e substituído pelo recém-chegado Vagner Rocha. Cerrone venceu a luta por decisão unânime (30-27, 30-27, 30-26), depois de ter neutralizado a capacidade de seu adversário para chegar perto e o golpear com chutes nas pernas. Durante a entrevista pós-luta, Cerrone se desculpou por seu desempenho, admitindo que ele "lutou para não perder, não para ganhar".
Cerrone era esperado para enfrentar Paul Taylor em 14 de Agosto de 2011 no UFC Live: Hardy vs. Lytle, substituindo o lesionado John Makdessi. Em 7 de julho, foi anunciado que Taylor tinha quebrado o pé e foi forçado a sair da luta e substituído por Charles Oliveira. Ele não perdeu muito tempo na luta, conseguiu um gancho no corpo de Charles, o que fez o brasileiro cair. Ele, então, foi para cima de Charles e o derrotou por nocaute técnico com três minutos do primeiro round, ganhando o prêmio de "Nocaute da Noite".
Cerrone enfrentou Dennis Siver em 29 de Outubro de 2011 no UFC 137, substituindo Sam Stout. Cerrone venceu por finalização no primeiro round, ganhando o prêmio de "Finalização da Noite".
Cerrone perdeu para Nate Diaz no UFC 141 por decisão unânime, em uma performance que lhe rendeu o prêmio de "Luta da Noite". Apesar de Diaz desferir várias chutes em sua perna, Cerrone defendeu vários socos de Diaz, como Diaz desferiu 82% dos ataques, ele jogou a caminho de sua vitória sobre Cerrone.
Cerrone era esperado para enfrentar Yves Edwards em 15 de Maio de 2012 no UFC on Fuel TV: Korean Zombie vs. Poirier. No entanto, Edwards foi forçado a sair da luta com uma lesão e foi substituído por Jeremy Stephens. Cerrone derrotou Stephens por decisão unânime.
Cerrone enfrentou Melvin Guillard em 11 de Agosto de 2012 no UFC 150. Depois de quase ser nocauteado, Cerrone virou a luta e venceu por nocaute no primeiro round após acertar um chute de raspão na cabeça e depois um direto de direita. Sua performance lhe rendeu os prêmios de "Nocaute da Noite" e de "Luta da Noite".
Cerrone enfrentou Anthony Pettis em 26 de Janeiro de 2013 no UFC on Fox: Johnson vs. Dodson. Pettis dominou o primeiro round com seus golpes criativos e inusitados, ainda no primeiro round, Pettis conectou um forte chute na costela de Cerrone e complementou com socos com Cerrone no chão, conseguido um Nocaute Técnico.
Após a derrota para Pettis, Cerrone derrotou por decisão unânime K.J. Noons em 25 de Maio de 2013 no UFC 160.
Cerrone enfrentou Rafael dos Anjos em 28 de Agosto de 2013 no UFC Fight Night: Condit vs. Kampmann II e perdeu por decisão unânime.
Cerrone se recuperou da derrota com uma ótima vitória por finalização sobre Evan Dunham em 17 de Novembro de 2013 no UFC 167.
Cerrone enfrentou o brasileiro Adriano Martins em 25 de Janeiro de 2014 no UFC on Fox: Henderson vs. Thomson e venceu por nocaute no primeiro round.
Após a vitória, Cerrone enfrentou o brasileiro Edson Barboza em 19 de Abril de 2014 no UFC on Fox: Werdum vs. Browne. Ele venceu por finalização com um mata leão no primeiro round.
Cerrone enfrentou Jim Miller em 16 de Julho de 2014 no UFC Fight Night: Cerrone vs. Miller. Ele venceu a luta por nocaute com um chute na cabeça no segundo round.
Cerrone foi brevemente ligado a uma luta contra Khabib Nurmagomedov, no entanto, uma lesão no joelho o tirou do combate. Cerrone então enfrentaria Bobby Green em 27 de Setembro de 2014 no UFC 178. No entanto, o UFC tirou Green da luta e colocou o ex-Campeão Peso Leve do Bellator Eddie Alvarez para enfrentar Cerrone. Ele venceu a luta por decisão unânime.
Cerrone enfrentaria Myles Jury em 18 de Janeiro de 2015 no UFC Fight Night: McGregor vs. Siver. No entanto, o UFC mudou seus planos e moveu a luta para 3 de Janeiro de 2015 no UFC 182. Cerrone venceu a luta por decisão unânime.
Dois dias após sua vitória no UFC 182, Cerrone aceitou uma luta em cima da hora contra Benson Henderson em 18 de Janeiro no UFC Fight Night: McGregor vs. Siver, com apenas 15 dias após sua última luta. Ele venceu por decisão unânime.
A terceira luta de Cerrone no ano seria contra Khabib Nurmagomedov em 23 de Maio de 2015 no UFC 187, pela vaga de desafiante n°1 ao título. No entanto, uma lesão tirou Nurmagomedov da luta, e ele foi substituído por John Makdessi. Cerrone venceu a luta por nocaute técnico no terceiro round, quando seu adversário desistiu da luta.
Ao fim de 2015, Cerrone lutou pelo Cinturão Peso Leve do UFC em uma revanche contra o campeão Rafael dos Anjos em 19 de Dezembro de 2015 no UFC on Fox: dos Anjos vs. Cerrone II. Cerrone saiu derrotado pela segunda vez, dessa vez por nocaute técnico ainda no primeiro round, com pouco mais de um minuto de luta.
Cerrone enfrentaria o compatriota Tim Means no UFC Fight Night: Cerrone vs. Means em 21 de Fevereiro de 2016, no entanto, Means foi flagrado no exame antidoping e deixou o combate. Todavia, o brasileiro Alex Oliveira aceitou realizar o combate com menos de 20 dias, que também teve o nome do evento principal alterado para UFC Fight Night: Cowboy vs. Cowboy. Em sua estréia no peso Meio Médio, Cerrone venceu por finalização no primeiro round.  
Cerrone nocauteou Patrick Côté no segundo round na co-luta principal do UFC Fight Night 89, realizado em Ottawa. O nocaute lhe rendeu o prêmio de Performance da Noite.
Cerrone busca emplacar sua terceira vitória consecutiva na categoria dos Meio Médios contra o compatriota Rick Story em 20 de Agosto de 2016 no UFC 202: Diaz vs. McGregor II.

## Títulos e Prêmios

### MMA
- Ultimate Fighting Championship
  - Performance da Noite (Sete vezes)
  - Luta da Noite (Cinco vezes)
  - Nocaute da Noite (Três vezes)
  - Finalização da Noite (Duas vezes)
  - Maior número de vitórias no UFC (23).
  - Maior número de lutas no UFC (34).
  - Segundo maior número de vitórias por nocaute/finalização no UFC (16).
  - Maior número de knockdowns aplicados no UFC (20).
  - Maior número de bônus pós-luta no UFC (18, empatado com Charles Oliveira)
- World Extreme Cagefighting
  - Luta da Noite (Cinco vezes)
- Sherdog
  - Luta do Ano de 2009 (contra Ben Henderson)
  - Round do Ano de 2008 (contra Rob McCullough, 1º Round)
- World MMA Awards
  - Lutador Revelação do Ano de 2011

## Cartel no MMA
| Cartel no MMA   |             |             |
| 55 lutas        | 36 vitórias | 17 derrotas |
| Por nocaute     | 10          | 8           |
| Por finalização | 17          | 2           |
| Por decisão     | 9           | 7           |
| No contest      | 2           | 2           |

| Res.    | Cartel    | Oponente            | Método                                    | Evento                                       | Data       | Round | Tempo | Local                       | Notas |
| ------- | --------- | ------------------- | ----------------------------------------- | -------------------------------------------- | ---------- | ----- | ----- | --------------------------- | --- |
| Derrota | 36-17 (2) | Jim Miller          | Finalização (guillhotina)                 | UFC 276: Adesanya vs. Cannonier              | 02/07/2022 | 2     | 1:32  | Las Vegas, Nevada           | |
| Derrota | 36-16 (2) | Alex Morono         | Nocaute Técnico (socos)                   | UFC on ESPN: Rodriguez vs. Waterson          | 08/05/2021 | 1     | 4:40  | Las Vegas, Nevada           | |
| NC      | 36-15 (2) | Niko Price          | Sem Resultado                             | UFC Fight Night: Covington vs. Woodley       | 19/09/2020 | 3     | 5:00  | Las Vegas, Nevada           | Foi retirado 1 ponto a Price por dedadas no olho; Originalmente empate majoritário mas mudado após Price testar positivo para marijuana. |
| Derrota | 36-15 (1) | Anthony Pettis      | Decisão (unânime)                         | UFC 249: Ferguson vs. Gaethje                | 09/05/2020 | 3     | 5:00  | Jacksonville, Flórida       | |
| Derrota | 36-14 (1) | Conor McGregor      | Nocaute Técnico (chute na cabeça e socos) | UFC 246: McGregor vs. Cowboy                 | 18/01/2020 | 1     | 0:40  | Las Vegas, Nevada           | Volta aos Meio Médios. Quebrou o recorde de mais lutas no UFC (34).                                                                      |
| Derrota | 36-13 (1) | Justin Gaethje      | Nocaute Técnico (socos)                   | UFC Fight Night: Cowboy vs. Gaethje          | 14/09/2019 | 1     | 4:18  | Vancouver                   | |
| Derrota | 36-12 (1) | Tony Ferguson       | Nocaute Técnico (interrupção médica)      | UFC 238: Cejudo vs. Moraes                   | 08/06/2019 | 2     | 5:00  | Chicago, Illinois           | Luta da Noite. |
| Vitória | 36-11 (1) | Al Iaquinta         | Decisão (unânime)                         | UFC Fight Night: Iaquinta vs. Cowboy         | 04/05/2019 | 5     | 5:00  | Ottawa                      | Luta da Noite. |
| Vitória | 35-11 (1) | Alexander Hernandez | Nocaute Técnico (chute na cabeça e socos) | UFC Fight Night: Cejudo vs. Dillashaw        | 19/01/2019 | 2     | 3:43  | Brooklyn, Nova Iorque       | Retornou aos Leves; Luta e Performance da Noite; Quebrou o recorde de mais bônus pós-luta recebidos no UFC (16).                         |
| Vitória | 34-11 (1) | Mike Perry          | Finalização (chave de braço)              | UFC Fight Night: Korean Zombie vs. Rodríguez | 10/11/2018 | 1     | 4:46  | Denver, Colorado            | Quebrou o recorde de vitórias no UFC (21); Quebrou o recorde de finalizações ou nocautes no UFC (15); Performance da Noite.              |
| Derrota | 33-11 (1) | Leon Edwards        | Decisão (unânime)                         | UFC Fight Night: Cowboy vs. Edwards          | 23/06/2018 | 5     | 5:00  | Kallang                     | |
| Vitória | 33-10 (1) | Yancy Medeiros      | Nocaute Técnico (socos)                   | UFC Fight Night: Cowboy vs. Medeiros         | 18/02/2018 | 1     | 4:58  | Austin, Texas               | Igualou o recorde de vitórias no UFC (20); Igualou o recorde de finalizações ou nocautes no UFC (14).                                    |
| Derrota | 32-10 (1) | Darren Till         | Nocaute Técnico (socos)                   | UFC Fight Night: Cerrone vs. Till            | 21/10/2017 | 1     | 4:20  | Gdańsk                      | |
| Derrota | 32-9 (1)  | Robbie Lawler       | Decisão (unânime)                         | UFC 214: Cormier vs. Jones II                | 29/07/2017 | 3     | 5:00  | Anaheim, California         | |
| Derrota | 32-8 (1)  | Jorge Masvidal      | Nocaute Técnico (socos)                   | UFC on Fox: Shevchenko vs. Peña              | 28/01/2017 | 2     | 1:00  | Denver, Colorado            | |
| Vitória | 32-7 (1)  | Matt Brown          | Nocaute (chute na cabeça)                 | UFC 206: Holloway vs. Pettis                 | 10/12/2016 | 3     | 0:34  | Toronto, Ontario            | |
| Vitória | 31-7 (1)  | Rick Story          | Nocaute Técnico (chute na cabeça e socos) | UFC 202: Diaz vs. McGregor II                | 20/08/2016 | 2     | 2:02  | Las Vegas, Nevada           | Performance da Noite. |
| Vitória | 30-7 (1)  | Patrick Côté        | Nocaute Técnico (socos)                   | UFC Fight Night: MacDonald vs. Thompson      | 18/06/2016 | 3     | 2:35  | Ottawa, Ontario             | Performance da Noite. |
| Vitória | 29-7 (1)  | Alex Oliveira       | Finalização (triângulo)                   | UFC Fight Night: Cowboy vs. Cowboy           | 21/02/2016 | 1     | 2:33  | Pittsburgh, Pennsylvania    | Estréia no Meio Médio. Performance da Noite                                                                                              |
| Derrota | 28-7 (1)  | Rafael dos Anjos    | Nocaute Técnico (socos)                   | UFC on Fox: dos Anjos vs. Cerrone II         | 19/12/2015 | 1     | 1:06  | Orlando, Florida            | Pelo Cinturão Peso Leve do UFC. |
| Vitória | 28-6 (1)  | John Makdessi       | Nocaute Técnico (desistência)             | UFC 187: Johnson vs. Cormier                 | 23/05/2015 | 2     | 4:44  | Las Vegas, Nevada           | |
| Vitória | 27-6 (1)  | Benson Henderson    | Decisão (unânime)                         | UFC Fight Night: McGregor vs. Siver          | 18/01/2015 | 3     | 5:00  | Boston, Massachusetts       | |
| Vitória | 26-6 (1)  | Myles Jury          | Decisão (unânime)                         | UFC 182: Jones vs. Cormier                   | 03/01/2015 | 3     | 5:00  | Las Vegas, Nevada           | |
| Vitória | 25-6 (1)  | Eddie Alvarez       | Decisão (unânime)                         | UFC 178: Johnson vs. Cariaso                 | 27/09/2014 | 3     | 5:00  | Las Vegas, Nevada           | |
| Vitória | 24-6 (1)  | Jim Miller          | Nocaute (chute na cabeça)                 | UFC Fight Night: Cerrone vs. Miller          | 16/07/2014 | 2     | 3:31  | Atlantic City, New Jersey   | Performance da Noite. |
| Vitória | 23-6 (1)  | Edson Barboza       | Finalização (mata leão)                   | UFC on Fox: Werdum vs. Browne                | 19/04/2014 | 1     | 3:15  | Orlando, Florida            | Performance da Noite. |
| Vitória | 22-6 (1)  | Adriano Martins     | Nocaute (chute na cabeça)                 | UFC on Fox: Henderson vs. Thomson            | 25/01/2014 | 1     | 4:40  | Chicago, Illinois           | Nocaute da Noite. |
| Vitória | 21-6 (1)  | Evan Dunham         | Finalização (triângulo)                   | UFC 167: St. Pierre vs. Hendricks            | 17/11/2013 | 2     | 3:49  | Las Vegas, Nevada           | Finalização da Noite. |
| Derrota | 20-6 (1)  | Rafael dos Anjos    | Decisão (unânime)                         | UFC Fight Night: Condit vs. Kampmann II      | 28/08/2013 | 3     | 5:00  | Indianapolis, Indiana       | |
| Vitória | 20-5 (1)  | K.J. Noons          | Decisão (unânime)                         | UFC 160: Velasquez vs. SIlva II              | 26/05/2013 | 3     | 5:00  | Las Vegas, Nevada           | |
| Derrota | 19-5 (1)  | Anthony Pettis      | Nocaute Técnico (chute no corpo e socos)  | UFC on Fox: Johnson vs. Dodson               | 26/01/2013 | 1     | 2:35  | Chicago, Illinois           | |
| Vitória | 19-4 (1)  | Melvin Guillard     | Nocaute (chute na cabeça e soco)          | UFC 150: Henderson vs. Edgar II              | 11/08/2012 | 1     | 1:16  | Denver, Colorado            | Peso Casado (157.5 lbs); Nocaute e Luta da Noite.                                                                                        |
| Vitória | 18-4 (1)  | Jeremy Stephens     | Decisão (unânime)                         | UFC on Fuel TV: Korean Zombie vs. Poirier    | 15/05/2012 | 3     | 5:00  | Fairfax, Virgínia           | |
| Derrota | 17-4 (1)  | Nate Diaz           | Decisão (unânime)                         | UFC 141: Lesnar vs. Overeem                  | 30/12/2011 | 3     | 5:00  | Las Vegas, Nevada           | Luta da Noite. |
| Vitória | 17–3 (1)  | Dennis Siver        | Finalização (mata leão)                   | UFC 137: Penn vs. Diaz                       | 29/10/2011 | 1     | 2:22  | Las Vegas, Nevada           | Finalização da Noite. |
| Vitória | 16–3 (1)  | Charles Oliveira    | Nocaute Técnico (socos)                   | UFC Live: Hardy vs. Lytle                    | 14/08/2011 | 1     | 3:01  | Milwaukee, Wisconsin        | Nocaute da Noite. |
| Vitória | 15-3 (1)  | Vagner Rocha        | Decisão (unânime)                         | UFC 131: Dos Santos vs. Carwin               | 11/06/2011 | 3     | 5:00  | Vancouver, British Columbia | |
| Vitória | 14-3 (1)  | Paul Kelly          | Finalização (mata leão)                   | UFC 126: Silva vs. Belfort                   | 05/02/2011 | 2     | 3:48  | Las Vegas, Nevada           | Luta da Noite. |
| Vitória | 13-3 (1)  | Chris Horodecki     | Finalização (triângulo)                   | WEC 53: Henderson vs. Pettis                 | 16/12/2010 | 2     | 2:43  | Glendale, Arizona           | |
| Vitória | 12-3 (1)  | Jamie Varner        | Decisão (unânime)                         | WEC 51: Aldo vs. Gamburyan                   | 30/09/2010 | 3     | 5:00  | Broomfield, Colorado        | Luta da Noite. |
| Derrota | 11-3 (1)  | Benson Henderson    | Finalização (guilhotina)                  | WEC 48: Aldo vs. Faber                       | 24/04/2010 | 1     | 1:57  | Sacramento, California      | Pelo Cinturão Peso Leve do WEC. |
| Vitória | 11-2 (1)  | Ed Ratcliff         | Finalização (mata leão)                   | WEC 45: Cerrone vs. Ratcliff                 | 19/12/2009 | 3     | 3:47  | Las Vegas, Nevada           | Luta da Noite. |
| Derrota | 10-2 (1)  | Benson Henderson    | Decisão (unânime)                         | WEC 43: Cerrone vs. Henderson                | 10/10/2009 | 5     | 5:00  | San Antonio, Texas          | Pelo Cinturão Interino Peso Leve do WEC; Luta da Noite; Eleita a "Luta do Ano" pelo Sherdog.                                             |
| Vitória | 10-1 (1)  | James Krause        | Finalização (mata leão)                   | WEC 41: Brown vs. Faber II                   | 07/06/2009 | 1     | 4:38  | Sacramento, California      | |
| Derrota | 9-1 (1)   | Jamie Varner        | Decisão Técnica (dividida)                | WEC 38: Varner vs. Cerrone                   | 25/01/2009 | 5     | 3:10  | San Diego, California       | Pelo Cinturão Peso Leve do WEC; Luta da Noite; Varner desferiu uma joelhada ilegal no 5º round.                                          |
| Vitória | 9-0 (1)   | Rob McCullough      | Decisão (unânime)                         | WEC 36: Faber vs. Brown                      | 05/11/2008 | 3     | 5:00  | Hollywood, Florida          | Se tornou o desafiante Nº1 ao Título dos Leves; Luta da Noite                                                                            |
| Vitória | 8-0 (1)   | Danny Castillo      | Finalização (chave de braço)              | WEC 34: Faber vs. Pulver                     | 01/06/2008 | 1     | 1:30  | Sacramento, California      | |
| NC      | 7-0 (1)   | Kenneth Alexander   | Sem Resultado (resultado mudado)          | WEC 30: McCullough vs. Crunkilton            | 05/09/2007 | 1     | 0:56  | Las Vegas, Nevada           | Originalmente vitória por finalização. Testou positivo para substâncias não permitidas.                                                  |
| Vitória | 7-0       | Yasunori Kanehara   | Finalização (triângulo)                   | GCM: Cage Force 3                            | 09/06/2007 | 2     | 2:46  | Tóquio                      | |
| Vitória | 6-0       | Anthony Njokuani    | Finalização (triângulo)                   | ROF 29: Aftershock                           | 28/04/2007 | 1     | 4:30  | Broomfield, Colorado        | |
| Vitória | 5-0       | Ryan Roberts        | Finalização (chave de braço)              | ROF 28: Evolution                            | 16/02/2007 | 1     | 1:49  | Broomfield, Colorado        | |
| Vitória | 4-0       | Jesse Brock         | Finalização (triângulo)                   | ROF 26: Relentless                           | 09/09/2006 | 1     | 1:35  | Castle Rock, Colorado       | |
| Vitória | 3-0       | Craig Tennant       | Finalização (chave de braço)              | ROF 24: Integrity                            | 17/06/2006 | 1     | 1:26  | Castle Rock, Colorado       | |
| Vitória | 2-0       | Cruz Chacon         | Finalização (triângulo)                   | ACF: Genesis                                 | 24/02/2006 | 2     | 2:25  | Denver, Colorado            | |
| Vitória | 1-0       | Nate Mohr           | Finalização (triângulo)                   | ROF 21: Full Blast                           | 11/02/2006 | 1     | 1:42  | Castle Rock, Colorado       | |